# Andreas Schulze (Künstler, 1955)
Andreas Schulze (* 11. September 1955 in Hannover) ist ein deutscher Künstler (Malerei, Installationen) und Hochschullehrer.

## Leben und Werk
Andreas Schulze studierte von 1976 bis 1978 Malerei an der Gesamthochschule in Kassel und von 1978 bis 1983 an der Kunstakademie Düsseldorf bei Dieter Krieg. In diese Zeit fielen die ersten Kontakte zur Mülheimer Freiheit in Köln. 1997 erhielt er den Sprengel-Preis für Bildende Kunst. 2010 erhielt er den Cologne Fine Art Prize. Seine Arbeiten wurden bisher unter anderem im Hamburger Kunstverein, in den Deichtorhallen, im Frankfurter Kunstverein sowie in der Kunsthalle Düsseldorf ausgestellt.
Schulze lebt und arbeitet in Köln, seit 2009 hat er eine Professur für Malerei an der Kunstakademie Düsseldorf.

## Ausstellungen
- 1982: Galerie Six Friedrich, München[2]
- 1984: von hier aus, Düsseldorf
- 1986: Galerie Six Friedrich, München
- 1998: Galerie SixFriedrichLisaUngar
- 1998/1999: fast forward 4 „archives“, Kunstverein Hamburg, Hamburg
- 1999: Kunsthalle zu Kiel (Sammlung Landesbank Baden-Württemberg), Kiel
- 1999: Zoom, Städtisches Museum Abteiberg, Mönchengladbach
- 2000: HausSchau – Das Haus in der Kunst, Deichtorhallen, Hamburg
- 2001: Vom Eindruck zum Ausdruck, Deichtorhallen, Hamburg
- 2003: Bright Lights, Big City, David Zwirner Galerie, New York
- 2003: deutschemalereizweitausenddrei, Frankfurter Kunstverein, Frankfurt am Main
- 2007: Wie es ist. Bilder der frühen achtziger bis heute, Kunsthalle Düsseldorf, Düsseldorf
- 2008: three hours between planes, Kunstverein Leipzig, Leipzig
- 2010: Interieur. Werkschau Andreas Schulze, Leopold-Hoesch-Museum, Düren
- 2013: Nebel in der Wohnung, Galerie MaxWeberSixFriedrich, München
- 2014: Andreas Schulze. Nebel im Wohnzimmer, Kunstmuseum Bonn[3]
- 2014/2015: Erbsenstraßen, Schirn Kunsthalle Frankfurt[4]

## Arbeiten in öffentlichen Sammlungen
- Sammlung zeitgenössischer Kunst der Bundesrepublik Deutschland, Bonn